# Test Siegela-Tukeya
Test Siegela-Tukeya (ang. Siegel-Tukey test for equality in variability) – nieparametryczny test statystyczny służący do testowania hipotezy dotyczącej równości zróżnicowania pomiędzy dwiema niezależnymi próbami. Hipoteza zerowa w ramach tego testu przyjmuje, że zróżnicowanie (zmienność) badanej zmiennej w obu grupach jest równa. Odrzucenie hipotezy zerowej skutkuje przyjęciem hipotezy alternatywnej zgodnie z którą pomiędzy obiema grupami istnieje istotna statystycznie różnica w zmienności.
Twórcami testu byli amerykańscy statystycy Sidney Siegel oraz John Tukey.